# Máxima tensión (película)
Máxima tensión (The Thrill Seekers) es una película para televisión de Mario Azzopardi, escrita por Kurt Inderbitzin y Gay Walch estrenada en EE. UU. en 1999.

## Sinopsis
Tom Merrick (Van Dien) es un reportero televisivo que está filmando un segmento en vivo sobre un incendio en una planta de energía. Allí Tom ve a un hombre de aspecto espeluznante (Richings) al que se le cae una moneda, y decide seguirlo, alejándose de su equipo de filmación. Esto accidentalmente le salva la vida, ya que sus compañeros mueren debido al colapso parcial del techo. Después del accidente, Merrick renuncia a su trabajo como reportero cargando con la culpa y comienza a trabajar para una revista en el presente.
En junio de 2000, mientras investigaba catástrofes por parte de su jefa, Tom encuentra en varias fotos el hombre extraño de la central eléctrica que había visto antes, apareciendo en diferentes desastres históricos como el hundimiento del Titanic, el desastre del Hindenburg y el huracán Hugo, entre otros. Sin embargo, este hombre sigue teniendo el mismo aspecto en todas las imágenes, sin haber envejecido. La jefa de Merrick, Eleanor, le reserva un vuelo a Washington D. C. para obtener las fotografías originales. En el avión, Tom intenta hablar con su hijo Kevin, pero este le pasa el teléfono a su mamá, la exesposa de Merrick, que le dice que su novio Steve es mejor padre y pareja que su exmarido, y que incluso le compró boletos para ir a un estadio de hockey, el Coliseo Copps, y después le corta la llamada. Decepcionado, continua su investigación. Al rato, una niña viendo las fotos de Merrick le dice a que vio al misterioso hombre con sombrero dentro del vuelo yendo al baño. Merrick aprovecha y registra su equipaje. Encuentra un volante y descubre a una futura empresa llamada Thrill Seekers, la cual hará posible los viajes en el tiempo en el año 2070 y venderá viajes al pasado para permitir a los viajeros visitar una catástrofe histórica antes de que ocurra, aunque pueden viajar de regreso al futuro por medida de seguridad. Merrick descubre que el vuelo 222 en el que se encuentra se verá involucrado en una colisión en el aire, matando a todos a bordo.
El viajero del tiempo sale del baño y ve que Merrick está hurgando en su maletín, por lo que lo confronta y ataca con un arma, la cual toma posesión Merrick. Allí trata de interrogar al viajero del tiempo pero el avión es impactado por un rayo. Merrick al ver que el vuelo va a terminar en tragedia piensa rápido y obliga a los pilotos a cambiar de rumbo amenazándolos con el arma pero recuerda que el avión se estrella con otro debido a lo que dice el folleto, por lo que dice que se eleven. Los pilotos lo hacen, lo que salva al avión de estrellarse. El misterioso hombre desaparece antes de aterrizar. Merrick es arrestado por el FBI bajo el cargo de secuestro de avión. El agente Baker está seguro del intento de secuestro, mientras que su compañero, el agente Stanton, cree en la historia de Merrick. El desastre evitado provoca cambios en el futuro, por lo que Grifasi (Sheen), el jefe de Thrill Seekers, envía a los agentes Cortez (Theresa) y Felder (Peter) al pasado para detener a Merrick. Los agentes secuestran a Merrick, pero él es capaz de escapar y esconderse tanto de los extraños como de la policía.
Merrick se pone en contacto con su colega Elizabeth (Bell) en busca de ayuda. Se dirigen al metro de Chicago donde, según el itinerario futuro del folleto, tendrá lugar la próxima catástrofe. Ven al hombre de los eventos anteriores y abordan el mismo tren. Merrick se enfrenta al hombre y toma su dispositivo de viaje en el tiempo en forma de tableta. El viajero del tiempo les dice que se llama Murray Trevor, un turista viajero del tiempo, y que el maquinista tendrá un paro cardiaco, bloqueando el botón de emergencia haciendo que el metro acelere incontrolablemente hasta su choque. Además, les dice que deben dejar de interferir en eventos futuros ya que él es un turista que había pagado para estar en estos acontecimientos. A Merrick le enfada que usen las tragedias históricas como entretenimiento. Merrick y Elizabeth logran evacuar a las personas al otro vagón y desconectarlo del resto del tren, pero Murray Trevor, confundido y asustado, se queda atrás y muere. Cortez y Felder son informados por Grifasi de que la prevención del choque del metro ha tenido un gran impacto en el futuro. Los agentes, cuyas líneas de tiempo están protegidas por un campo de contención alrededor de la máquina del tiempo en el futuro, son advertidos de que estos cambios pueden incluso impedirles volver a su propio tiempo.
Mientras tanto, Merrick le comenta a Elizabeth, estando en casa de sus padres, que el folleto decía que el incendio en la fábrica mató a 12 personas, dándose cuenta de que él mismo era la duodécima víctima, pero Murray Trevor lo salvó cuando se le cayó la extraña moneda, cambiando el futuro y deduce que la pareja que intentó secuestrarlo venía por él, ya que debía haber muerto inicialmente en el incendio. En ese momento, el dispositivo para viajar en el tiempo se activa. Merrick se entera de otra catástrofe: un incendio en el Coliseo Copps que matará a más de 11,000 personas, incluidos su exesposa e hijo. Incapaz de convencerlos de que no vayan, Merrick le cuenta al FBI sobre el desastre que se avecina. Si bien Baker todavía sospecha, decide ser cauteloso y envía bomberos.
Felder y Cortez ahora son informados por Grifasi de que la línea de tiempo ha sido severamente alterada y el mundo que conocen ya no existe, con millones de personas en California que murieron cuando un reactor nuclear se derritió 22 años antes en la nueva línea de tiempo. Los agentes tampoco pueden regresar al futuro porque se enteran de que uno de los pasajeros sobrevivientes del accidente aéreo evitado mató al inventor del dispositivo de viaje en el tiempo en un accidente automovilístico antes de que pudiera inventarlo. La única forma de restablecer la línea de tiempo es asegurarse de que ocurra el incendio del Copps Coliseum para evitar que la línea de tiempo se altere demasiado para ser recuperable, y luego viajar al pasado para evitar que Merrick tome el avión y salve las vidas de las personas que causarán el desastre de California en el futuro.
Merrick y Elisabeth conducen toda la noche para llegar al estadio lo más rápido posible, llegan por la tarde a una gasolinera para recargar combustible, Felder y Cortez llegan para atraparlos. Felder ataca Merrick cuando éste iba al baño. Al tratar de volver Merrick con Elisabeth, Cortez dispara su arma futurista destruyendo el auto y matando a Elisabeth. Ellos se van pensando que lograron su cometido pero Merrick sigue vivo. Merrick persigue a los agentes robando otro auto. A la noche, gracias al agente Baker los bomberos logran apagar un incendio en el restaurante del estadio, que fue la causa probable original del desastre, quedando vigilado por la policía local. Los agentes del futuro llegan al estadio colocando múltiples artefactos explosivos para así lograr que el evento se cumpla a la fuerza. Felder le cuestiona a Cortez si están haciendo lo correcto al tratar de salvar su futuro matando inocentes, pero a Cortez no le importa sino únicamente su hijo, luego ambos salen y detonan los explosivos. 
Las explosiones matan a la exesposa, al hijo de Merrick y a las demás personas. Merrick ve todo a la distancia lamentando por llegar tarde, mientras los agentes del tiempo reciben otra llamada de Grifasi diciendo que mejoró la estabilidad temporal pero solo pueden hacer un viaje más para evitar que Merrick suba a bordo del vuelo 222 y eliminarlo definitivamente, antes de que ocurra todo el desastre que causó en primer lugar para volver a su futuro real. Pensando en la forma de evitar la muerte de su familia, Merrick revisa la tableta descubriendo cómo viajar en el tiempo y regresa 3 horas antes de que el estadio sea destruido. Al regresar provoca que los agentes también vuelvan a donde estaban 3 horas atrás por lo que están frustrados.
Merrick, sabiendo lo que va a pasar si se quedan, lanza la tableta del tiempo a la carretera para distraer a los agentes temporales y continúan viajando al estadio, evitando que Elisabeth sea asesinada. Merrick y Elizabeth logran llegar antes al estadio en otro vehículo, donde Elizabeth engaña al locutor para llamar a la familia de Merrick, mientras éste trata de convencer a su familia de irse del estadio. La exesposa no le cree nada y le pide que vaya. Elizabeth dice por el altavoz del estadio que hay una bomba, provocando pánico entre el público. Kevin se queda atrapado en una estampida humana pero Merrick lo salva de ser aplastado, Mientras ocurría la evacuación, Cortez, coloca de nuevo los explosivos para matar a todos en el estadio otra vez. Felder, que ahora se arrepiente de sus acciones, mata a Cortez al activar los explosivos. Felder trata de ayudar pero muere por la caída de escombros. Al morir, Felder reconoce al agente Stanton (el cual fue con el agente Baker al estadio por la alerta del incendio) como el inventor de la máquina del tiempo y le dice que no la invente, pero Stanton parece no entender la advertencia. Merrick, junto con Elizabeth, su exesposa y su hijo sobreviven al accidente y buscan una forma de salir del estadio en llamas, así que Merrick toma el arma del difunto Felder para crear una salida antes de que el fuego los mate. Los agentes Baker y Stanton le dicen que la baje pero Merrick no hace caso y la dispara hacia una pared provocando un agujero. El arma se descarga y desintegra, y todos los que sobrevivieron a los escombros salen del estadio. Kevin ve a su padre como un héroe, Stanton le dice a Baker que va a renunciar al FBI y se dedicara a la tecnología ( presumiblemente invente los viajes en el tiempo), Elizabeth se va al ver a Merrick con su familia pero la alcanza y comparten un beso, mientras un grupo de viajeros en el tiempo observan la escena con una tableta donde se ve que la agencia se llama ahora Time Shifters debido a que se cambió la línea del tiempo.

## Reparto
- Casper Van Dien como Tom Merrick
- Catherine Bell como Elizabeth Wintern
- Theresa Saldana como Cortez
- Peter Outerbridge como Felder
- Julian Richings como Murray Trevor, un turista que viaja en el tiempo.
- Lawrence Dane como el agente Baker del FBI.
- James Allodi como el agente del FBI Stanton
- Catherine Oxenberg como Portavoz de Thrill Seekers y Time Shifters
- Mimi Kuzyk como Eleanor Grayson
- Martin Sheen como Grifasi

## Curiosidades
Para la escena del descarrilamiento del tren, se reutilizó una toma de la película Asalto al tren del dinero. Se trata de la escena que muestra los múltiples vuelcos del tren, arrancando varios pilares de la estación subterránea. Si se reproduce la escena en cámara lenta, incluso puede verse ver el Tren del Dinero, en lugar de un vagón de metro.